# تشاريتي براينت
تشاريتي براينت (بالإنجليزية: Charity Bryant)‏ هي خياطة وكاتِبة وشاعرة أمريكية، ولدت في 22 مايو 1777 في بروكتون في الولايات المتحدة، وتوفيت في 6 أكتوبر 1851 في ويبريدج في الولايات المتحدة.